# Museen im Ruhrgebiet
Diese Seite gibt einen Überblick über die Museen im Ruhrgebiet. Mit über 200 Museen bildet das Ruhrgebiet eine der größten und umfangreichsten Museumslandschaften Deutschlands.
Das Spektrum der Museen und Ausstellungen im Ruhrgebiet reicht von archäologischen Sammlungen, über Kirchenschätze bis zu zeitgenössischen Kunstmuseen; von stadthistorischen Heimatkundemuseen über Naturkunde-, Technik- und Industriemuseen, bis hin zu Spezialmuseen, Mainstream und Kuriositäten. Die Schwerpunkte der Museen und Ausstellungen liegen in der mittelalterlichen und industriellen Vergangenheit der Metropolregion, sowie ihrer heutigen postindustriellen, kulturellen Vielfalt. In den letzten Jahren – vor allem aber seit den Veranstaltungen der RUHR.2010 – Kulturhauptstadt Europas – bildete sich eine integriertere Museumslandschaft der Metropole Ruhr. Außerdem sind viele Industriedenkmale ohne festes Ausstellungsangebot über die Route der Industriekultur erschlossen.
Das 1883 eröffnete Museum für Kunst und Kulturgeschichte Dortmund ist das älteste Museum der Metropolregion; das Museum Folkwang ist heute mit rund 800.000 jährlichen Besuchern das größte Museum der Region. Als Träger der Museen fungieren vor allem die Städte und Gemeinden des Ruhrgebiets, aber auch verschiedene Bundesagenturen, das Land Nordrhein-Westfalen, die Landschaftsverbände für Westfalen-Lippe (LWL) und das Rheinland (LVR), sowie zahlreiche Wirtschaftsunternehmen und gemeinnützige Stiftungen und Vereine. Die Zuordnung der Museen erfolgt nach ihren Hauptsammelgebieten beziehungsweise -schwerpunkten und den vom Institut für Museumsforschung definierten Museumsarten.

## Museen

### Volkskunde- und Heimatkundemuseen

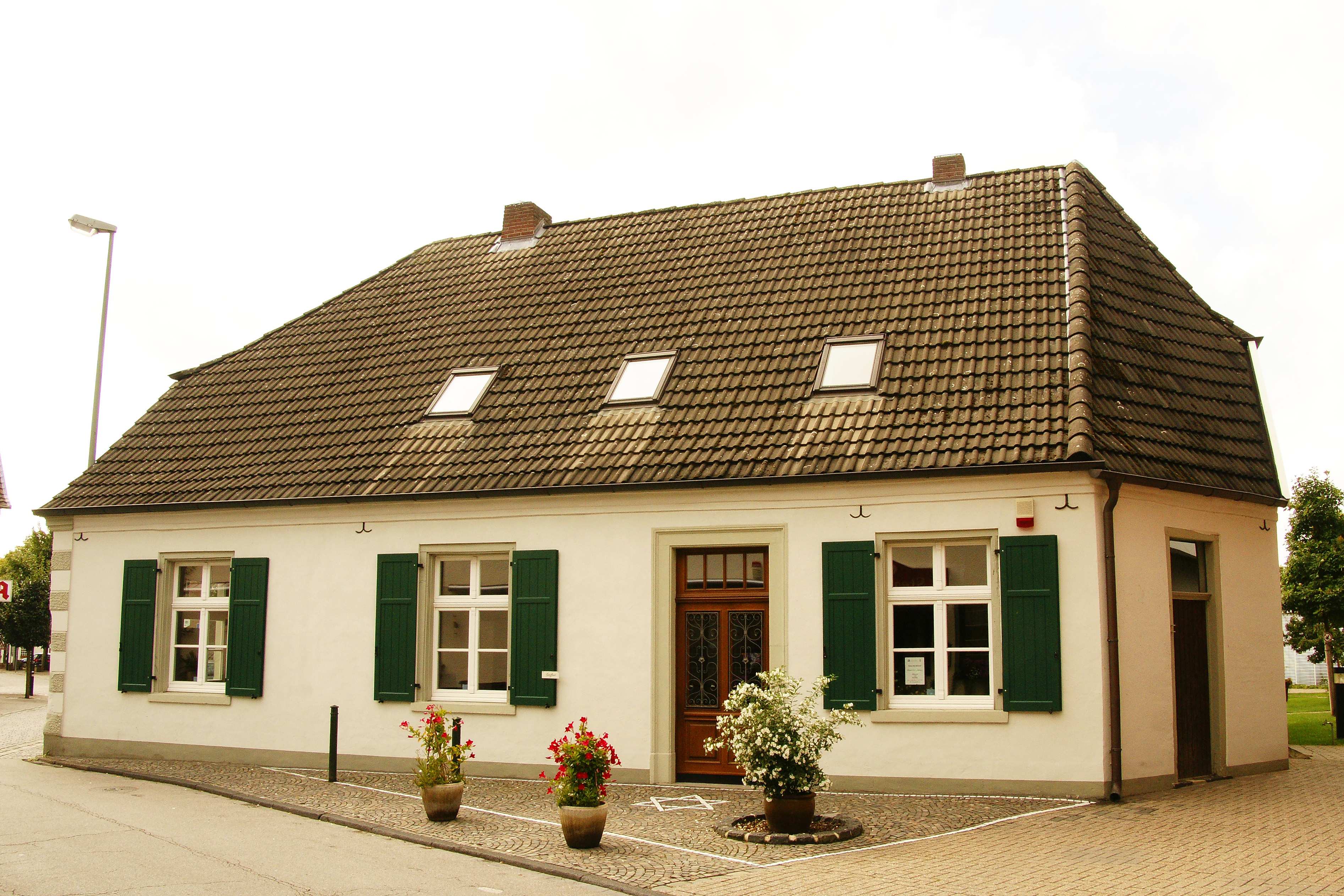
Geschichtsort Humberghaus
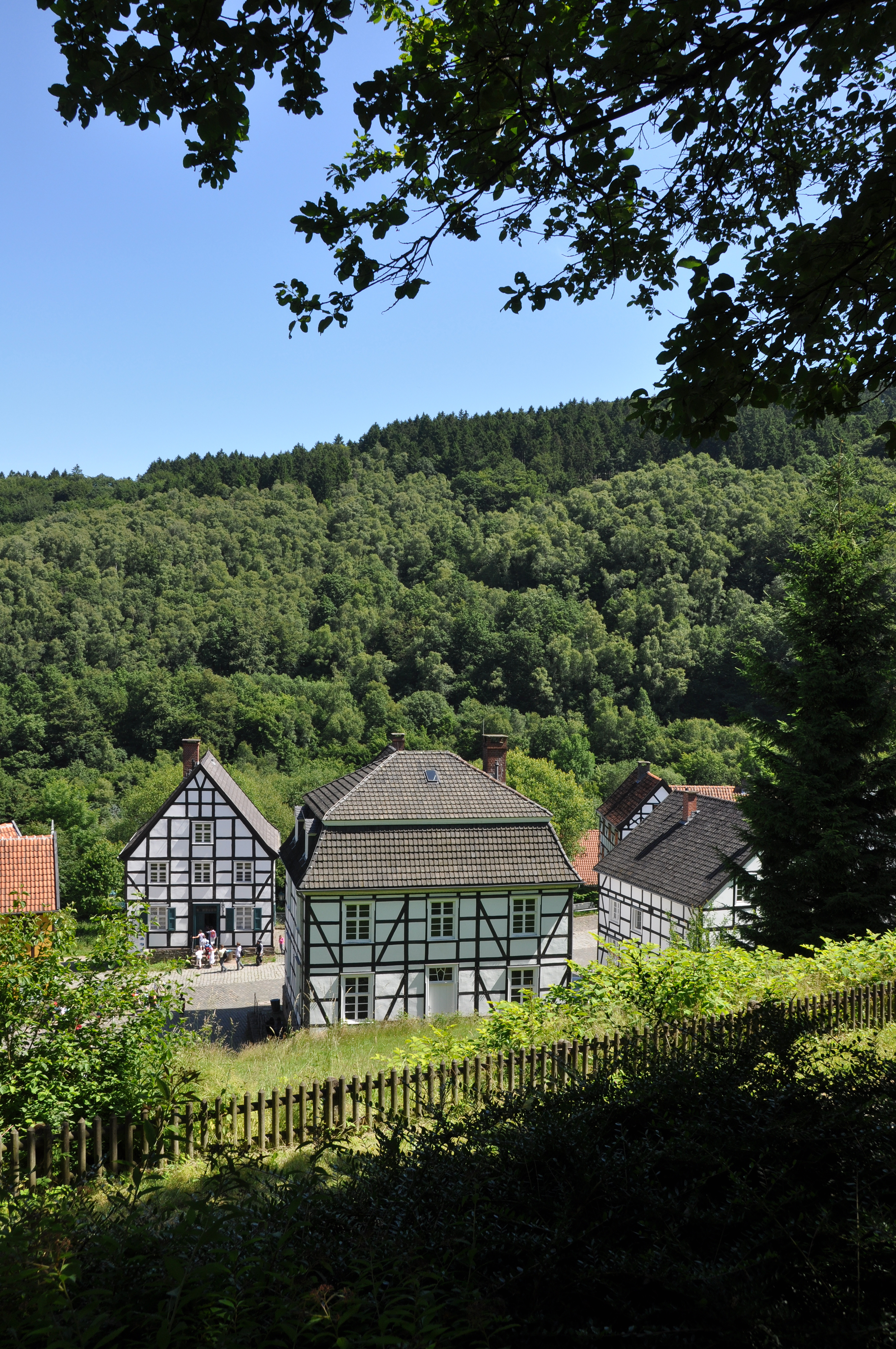
Freilichtmuseum Hagen
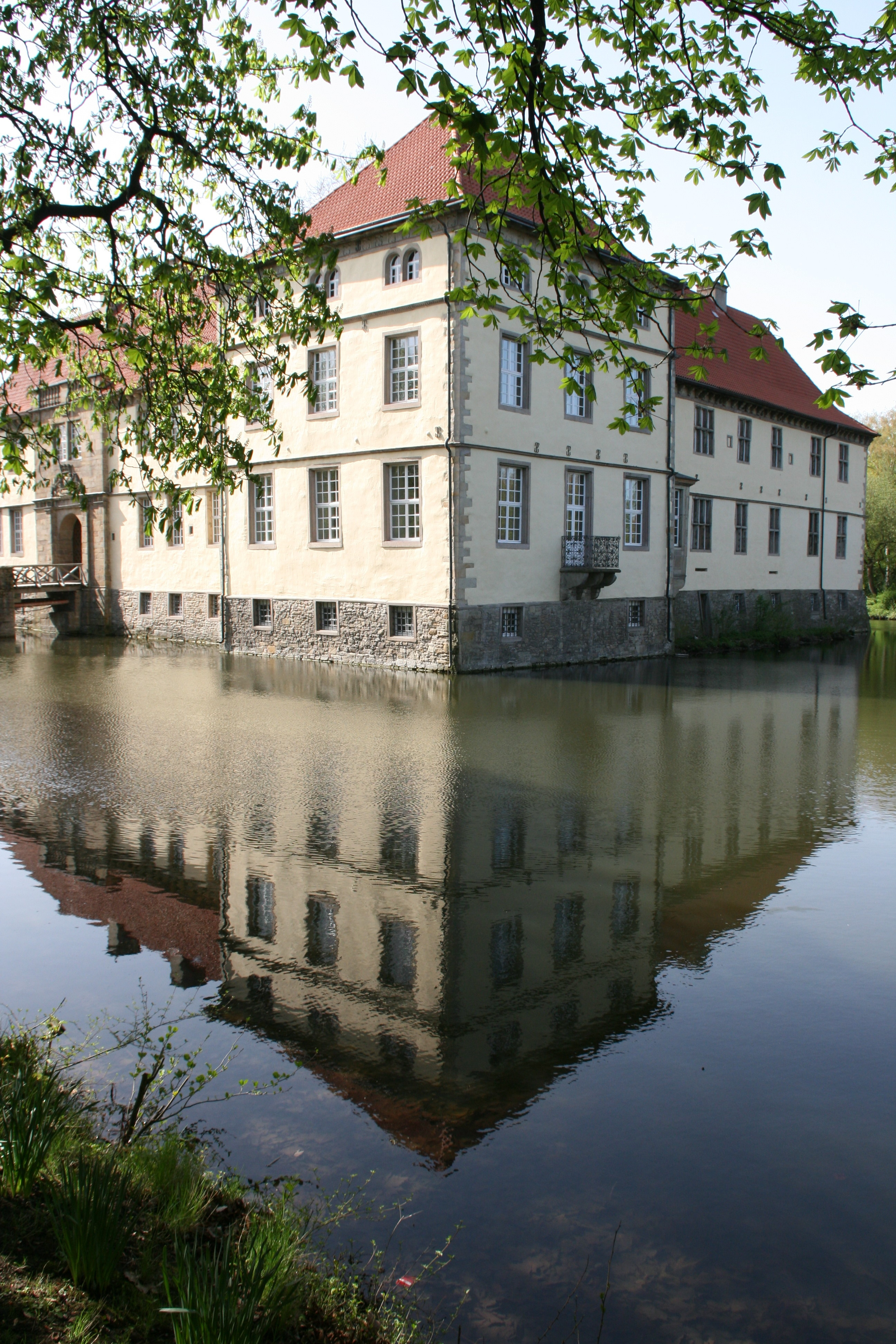
Schloss Strünkede
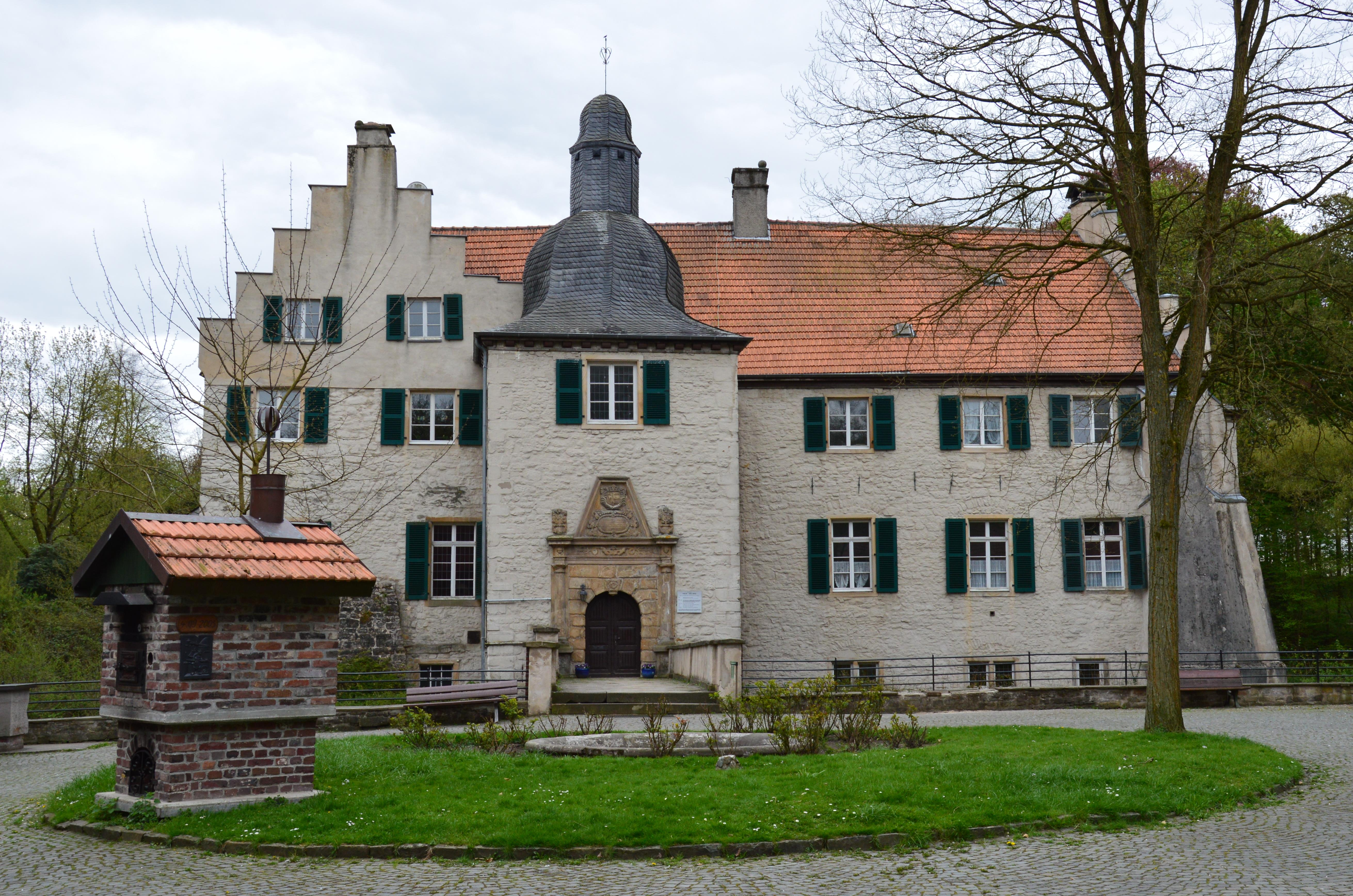
Haus Dellwig Heimatmuseum

| Logo                                        | Museum                                          | Typ                     | Standort       | Träger                                 | Besucher (2010)  |
| ------------------------------------------- | ----------------------------------------------- | ----------------------- | -------------- | -------------------------------------- | ---------------- |
|                                             | Geschichtsort Humberghaus                       | Jüdischer Geschichtsort | Dingden        | Heimatverein Dingden                   | 1300 (Jahr 2015) |
|                                             | LWL-Freilichtmuseum Hagen                       | Freilichtmuseum         | Hagen          | Landschaftsverband Westfalen-Lippe     | 144.000          |
|                                             | Emschertal-Museum                               | Regionalmuseum          | Herne          | Stadt Herne                            |                  |
| Schloss Strünkede                           |                                                 | Regionalmuseum          | Herne          | Stadt Herne                            |                  |
| Städtische Galerie im Schlosspark Strünkede |                                                 | Regionalmuseum          | Herne          | Stadt Herne                            |                  |
| Heimatmuseum Unser Fritz                    |                                                 | Regionalmuseum          | Herne          | Stadt Herne                            |                  |
|                                             | Ruhrtalmuseum                                   | Regionalmuseum          | Schwerte       | Stadt Schwerte                         |                  |
|                                             | Heimatmuseum Lütgendortmund                     | Heimatmuseum            | Lütgendortmund | Heimatmuseum Lütgendortmund 1988 e. V. |                  |
|                                             | Hellweg-Museum                                  | Regionalmuseum          | Unna           | Stadt Unna                             |                  |
|                                             | Vestisches Museum                               | Regionalmuseum          | Recklinghausen | Stadt Recklinghausen                   |                  |
|                                             | Stadtmuseum Bergkamen                           | Heimatkundemuseum       | Bergkamen      | Stadt Bergkamen                        |                  |
|                                             | Heimatmuseum Breckerfeld                        | Heimatkundemuseum       | Breckerfeld    | Stadt Breckerfeld                      |                  |
|                                             | Heimatmuseum Bislich                            | Heimatkundemuseum       | Wesel          | Stadt Wesel                            |                  |
|                                             | Heimatmuseum Helfs Hof                          | Heimatkundemuseum       | Bochum         | Stadt Bochum                           |                  |
|                                             | Hermann-Grochtmann-Museum                       | Heimatkundemuseum       | Datteln        | Stadt Datteln                          |                  |
|                                             | Museum Voswinckelshof                           | Heimatkundemuseum       | Dinslaken      | Stadt Dinslaken                        |                  |
|                                             | Museum der Stadt Gladbeck im Schloss Wittringen | Heimatkundemuseum       | Gladbeck       | Stadt Gladbeck                         |                  |
|                                             | Museum der Stadt Lünen                          | Heimatkundemuseum       | Lünen          | Stadt Lünen                            |                  |
|                                             | Haus der Stadtgeschichte                        | Heimatkundemuseum       | Kamen          | Stadt Kamen                            |                  |
|                                             | Stadtmuseum Hattingen                           | Heimatkundemuseum       | Hattingen      | Stadt Hattingen                        |                  |
|                                             | Stadt- und Heimatmuseum Marl                    | Heimatkundemuseum       | Marl           | Stadt Marl                             |                  |
|                                             | Karl-Pollender-Stadtmuseum                      | Heimatkundemuseum       | Werne          | Stadt Werne                            |                  |
|                                             | Heimatmuseum Waltrop                            | Heimatkundemuseum       | Waltrop        | Heimatverein Waltrop                   |                  |
|                                             | Bergmannsmuseum                                 | Heimatkundemuseum       | Lünen          | Multikulturelles Forum e. V.           |                  |

Unregelmäßig geöffnete Museen oder nur nach vorheriger Vereinbarung zu besuchen:
| Logo | Museum                               | Typ | Standort  | Träger                                                               | Besucher (2010) |
| ---- | ------------------------------------ | --- | --------- | -------------------------------------------------------------------- | --------------- |
|      | Bandwebereimuseum Elfringhausen      |     | Hattingen | Bürger-, Heimat- und Verkehrsverein Elfringhausen und Umgebung e. V. |                 |
|      | Bergarbeiter-Wohnmuseum              |     | Lünen     | Förderverein Bergarbeiter-Wohnmuseum e. V.                           |                 |
|      | Bügeleisenhaus                       |     | Hattingen | Heimatverein Hattingen-Ruhr e. V.                                    |                 |
|      | Lehrerhaus Friemersheim              |     | Duisburg  | Freundeskreis lebendige Grafschaft e. V.                             |                 |
|      | 1. Niederrheinisches Karnevalsmuseum |     | Duisburg  | Hauptausschuss Duisburger Karneval e. V.                             |                 |

### Kunstmuseen

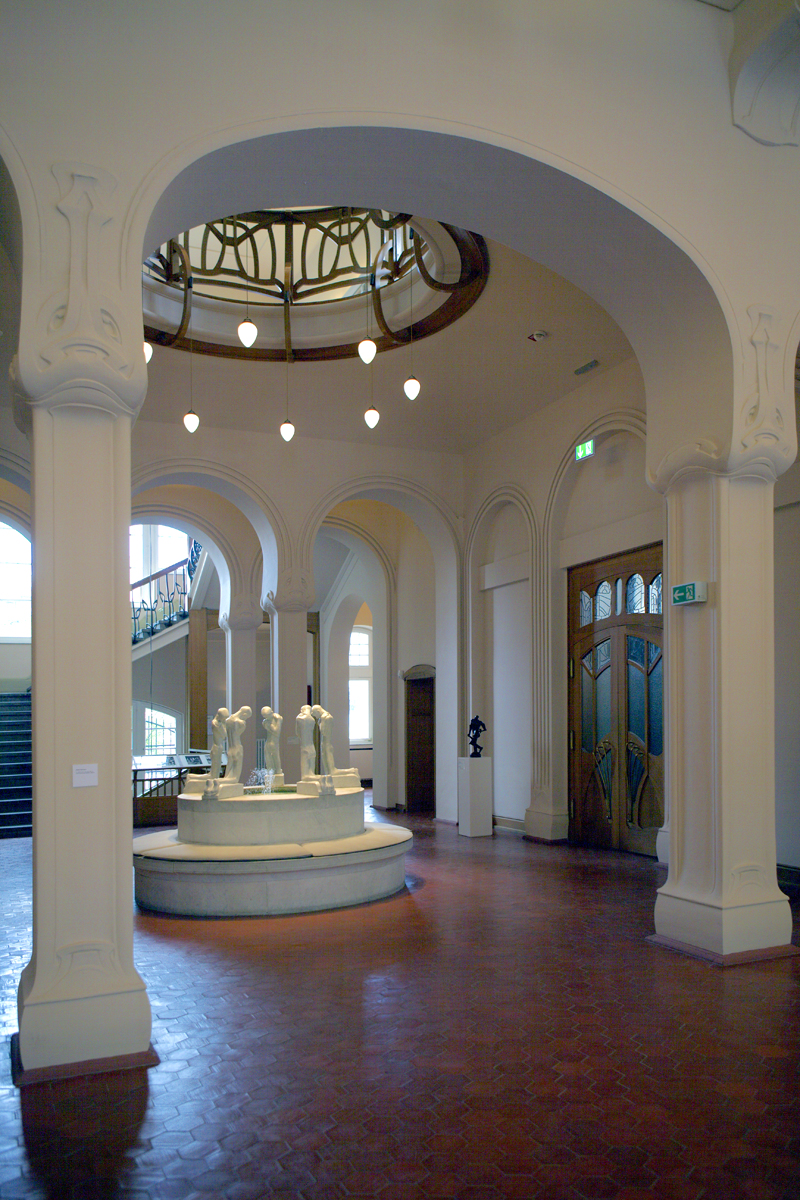
Osthaus Museum
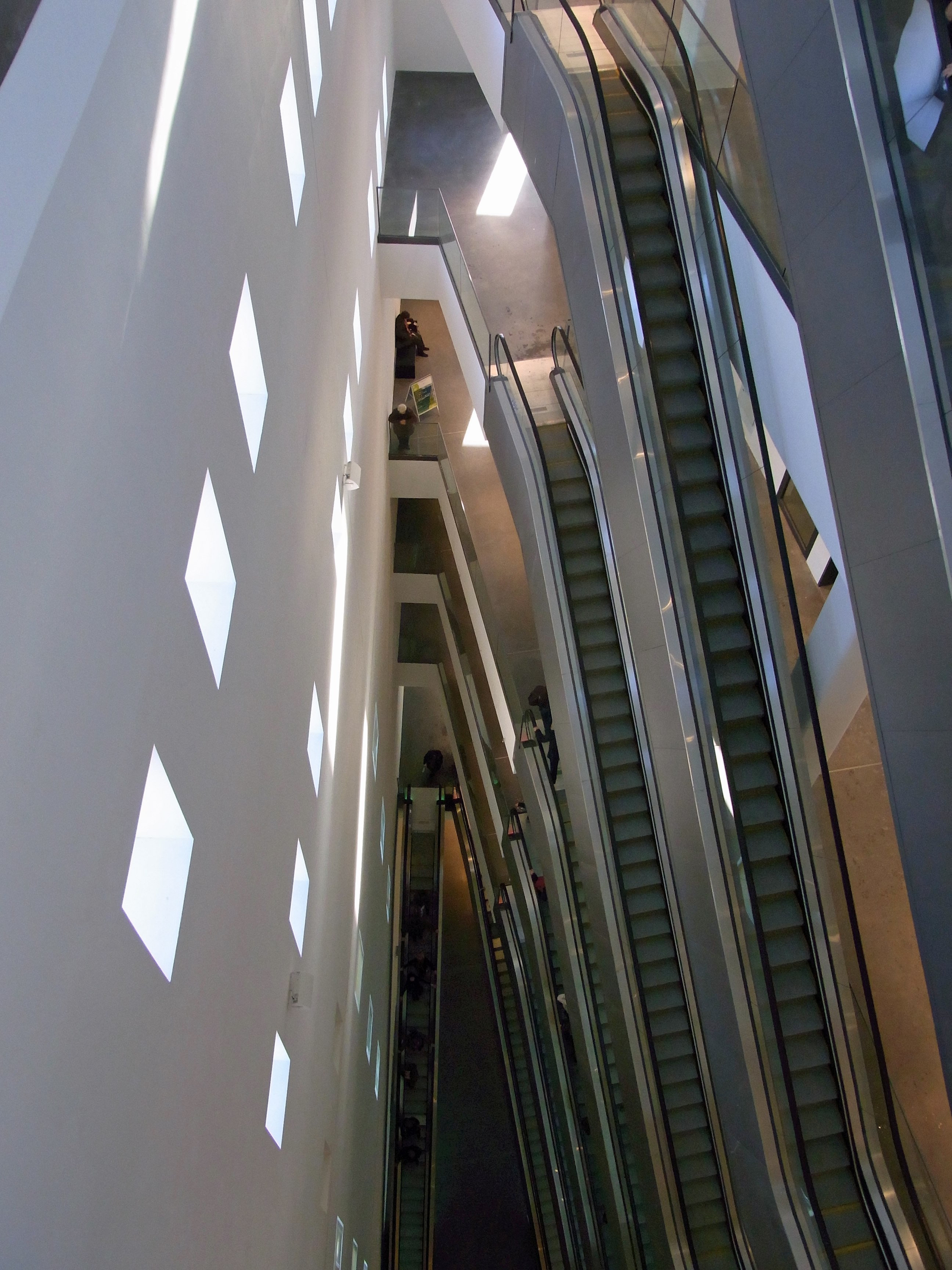
Treppenhaus im Dortmunder U
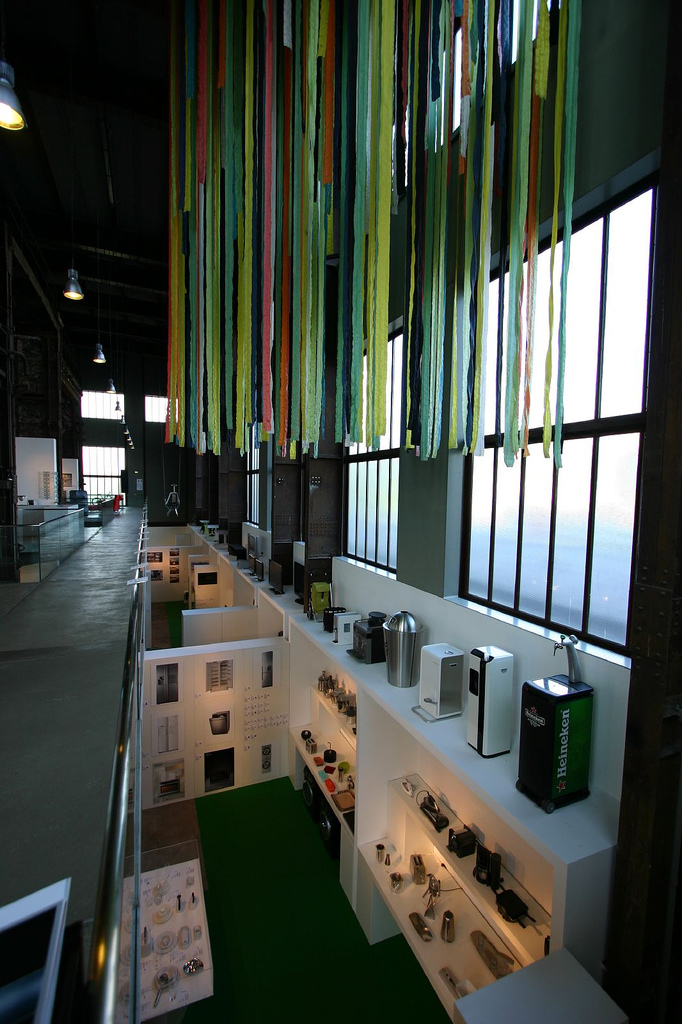
Ausstellungsraum im red-dot-design-museum

| Logo                            | Museum                                         | Typ                               | Standort            | Träger                                                        | Besucher (2010) |
| ------------------------------- | ---------------------------------------------- | --------------------------------- | ------------------- | ------------------------------------------------------------- | --------------- |
|                                 | Museum Folkwang                                | Kunstmuseum                       | Essen               | Stadt Essen                                                   | 800.000         |
|                                 | Deutsches Plakatmuseum                         | Kunstmuseum                       | Essen               | Stadt Essen                                                   |                 |
|                                 | Red Dot Design Museum                          | Produktdesign                     | Essen               | Land Nordrhein-Westfalen                                      | 200.000         |
|                                 | Museum Ostwall                                 | Kunstmuseum                       | Dortmund            | Stadt Dortmund                                                | 110.000         |
|                                 | Kunstquartier Hagen                            |                                   | Hagen               | Stadt Hagen                                                   | 50.000          |
| Osthaus Museum Hagen            |                                                |                                   | Hagen               | Stadt Hagen                                                   |                 |
| Emil Schumacher Museum          |                                                |                                   | Hagen               | Stadt Hagen                                                   |                 |
|                                 | Museum Bochum – Kunstsammlung                  | Kunstmuseum                       | Bochum              | Stadt Bochum                                                  | 38.000          |
|                                 | Kunstmuseum Gelsenkirchen                      | Kunstmuseum                       | Gelsenkirchen       | Stadt Gelsenkirchen                                           |                 |
|                                 | Kunstmuseum Mülheim an der Ruhr                | Kunstmuseum                       | Mülheim an der Ruhr | Stadt Mülheim an der Ruhr                                     |                 |
|                                 | Ludwig Galerie Schloss Oberhausen              |                                   | Oberhausen          | Peter und Irene Ludwig Stiftung                               |                 |
|                                 | Museum DKM                                     | Kunstmuseum                       | Duisburg            | Stiftung DKM                                                  |                 |
|                                 | Museum Küppersmühle für Moderne Kunst          | Kunstmuseum                       | Duisburg            | Stiftung für Kunst und Kultur e. V.                           |                 |
|                                 | Lehmbruck-Museum                               | moderne Bildhauerei               | Duisburg            | Stadt Duisburg                                                |                 |
|                                 | Gustav-Lübcke-Museum                           |                                   | Hamm                | Stadt Hamm                                                    |                 |
|                                 | Skulpturenmuseum Glaskasten                    | moderne Bildhauerei               | Marl                | Stadt Marl                                                    |                 |
|                                 | Märkisches Museum                              |                                   | Witten              | Stadt Witten                                                  |                 |
|                                 | Zentrum für Internationale Lichtkunst          | Lichtkunst                        | Unna                | Trägerverein des Zentrums für Internationale Lichtkunst e. V. |                 |
|                                 | Kunstsammlungen der Ruhr-Universität Bochum    | kunstwissenschaftliche Sammlungen | Bochum              | Land Nordrhein-Westfalen                                      |                 |
| Antikensammlung                 |                                                | kunstwissenschaftliche Sammlungen |                     | Land Nordrhein-Westfalen                                      |                 |
| Münzsammlung                    |                                                | kunstwissenschaftliche Sammlungen |                     | Land Nordrhein-Westfalen                                      |                 |
| Sammlung Moderner Kunst         |                                                | kunstwissenschaftliche Sammlungen |                     | Land Nordrhein-Westfalen                                      |                 |
| Situation Kunst                 |                                                | kunstwissenschaftliche Sammlungen |                     | Land Nordrhein-Westfalen                                      |                 |
|                                 | Sammlungen der Folkwang Universität der Künste | kunstwissenschaftliche Sammlungen | Essen               | Land Nordrhein-Westfalen                                      |                 |
| musikwissenschaftliche Sammlung |                                                | kunstwissenschaftliche Sammlungen |                     | Land Nordrhein-Westfalen                                      |                 |
|                                 | Ikonen-Museum Recklinghausen                   |                                   | Recklinghausen      | Stadt Recklinghausen                                          |                 |
|                                 | Domschatzkammer Essen                          | Kirchenschatz                     | Essen               | Bistum Essen                                                  |                 |
|                                 | Museum Kloster Kamp                            | Kirchenschatz                     | Kamp-Lintfort       | Geistliches Kulturelles Zentrum Kloster Kamp e. V.            |                 |

Unregelmäßig geöffnete Museen oder nur nach vorheriger Vereinbarung zu besuchen:
| Logo | Museum                | Typ | Standort | Träger        | Besucher (2010) |
| ---- | --------------------- | --- | -------- | ------------- | --------------- |
|      | Junges Museum Bottrop |     | Bottrop  | Stadt Bottrop |                 |
|      | Otto-Pankok-Museum    |     | Hünxe    | Eva Pankok    |                 |
|      | Museumsinsel Xanten   |     | Xanten   |               |                 |

### Schloss- und Burgmuseen
| Logo | Museum               | Typ           | Standort            | Träger                     | Besucher (2010) |
| ---- | -------------------- | ------------- | ------------------- | -------------------------- | --------------- |
|      | Villa Hügel          |               | Essen               | Kulturstiftung Ruhr        | 145.000         |
|      | Schloss Cappenberg   | Schlossmuseum | Selm                | Kreis Unna                 |                 |
|      | Haus Opherdicke      | Schlossmuseum | Holzwickede         | Kreis Unna                 |                 |
|      | Schloss Lembeck      | Schlossmuseum | Dorsten             | Stadt Dorsten              |                 |
|      | Schloss Borbeck      | Schlossmuseum | Essen               | Stadt Essen                |                 |
|      | Schloss Herten       | Schlossmuseum | Herten              | Stadt Herten               |                 |
|      | Schloss Hohenlimburg | Schlossmuseum | Hagen               | Schloss Hohenlimburg gGmbH |                 |
|      | Grafschafter Museum  | Schlossmuseum | Moers               | Stadt Moers                |                 |
|      | Historisches Museum  | Burgmuseum    | Mülheim an der Ruhr | Stadt Mülheim an der Ruhr  |                 |
|      | Burg Vondern         | Burgmuseum    | Oberhausen          | Stadt Oberhausen           |                 |
|      | Haus Martfeld        | Burgmuseum    | Schwelm             | Stadt Schwelm              |                 |

Unregelmäßig geöffnete Museen oder nur nach vorheriger Vereinbarung zu besuchen:
| Logo | Museum               | Typ | Standort            | Träger                                                   | Besucher (2010) |
| ---- | -------------------- | --- | ------------------- | -------------------------------------------------------- | --------------- |
|      | Schloss Heessen      |     | Hamm                | Landschulheim Schloss Heessen e. V.                      |                 |
|      | Museum Kloster Saarn |     | Mülheim an der Ruhr | Verein der Freunde und Förderer des Klosters Saarn e. V. |                 |

### Naturkundliche Museen
| Logo | Museum                                  | Typ                 | Standort            | Träger                                                 | Besucher (2010) |
| ---- | --------------------------------------- | ------------------- | ------------------- | ------------------------------------------------------ | --------------- |
|      | Museum für Naturkunde                   | Naturkundemuseum    | Dortmund            | Stadt Dortmund                                         | 54.000          |
|      | Naturwissenschaftliches Museum Duisburg | Naturkundemuseum    | Duisburg            | Studio der Heimat e. V.                                |                 |
|      | Geologisches Museum Kamp-Lintfort       | geologisches Museum | Kamp-Lintfort       |                                                        |                 |
|      | Aquarius-Wassermuseum                   | Wassermuseum        | Mülheim an der Ruhr | RWW Rheinisch-Westfälische Wasserwerksgesellschaft     | 48.000          |
|      | Haus Ruhrnatur                          | Wassermuseum        | Mülheim an der Ruhr | RWW Rheinisch-Westfälische Wasserwerksgesellschaft mbH |                 |
|      | Sea Life Oberhausen                     | Schauaquarium       | Oberhausen          | Merlin Entertainments Group Ltd                        |                 |
|      | Bienenmuseum Duisburg                   | Bienenmuseum        | Duisburg            | Imkerverband Rheinland e. V.                           |                 |

### Naturwissenschaftliche und technische Museen

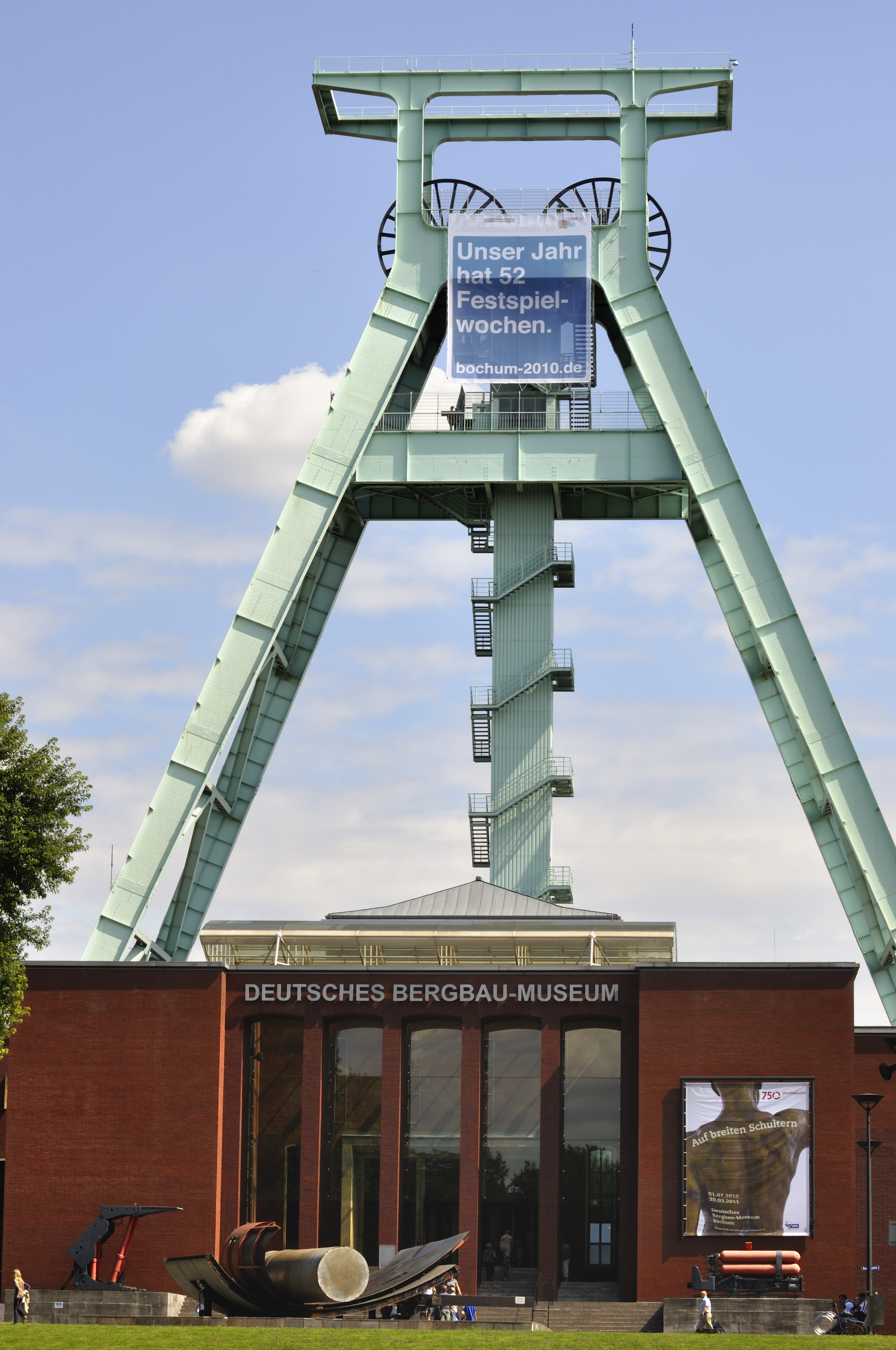
Förderturm des Deutschen Bergbau-Museum
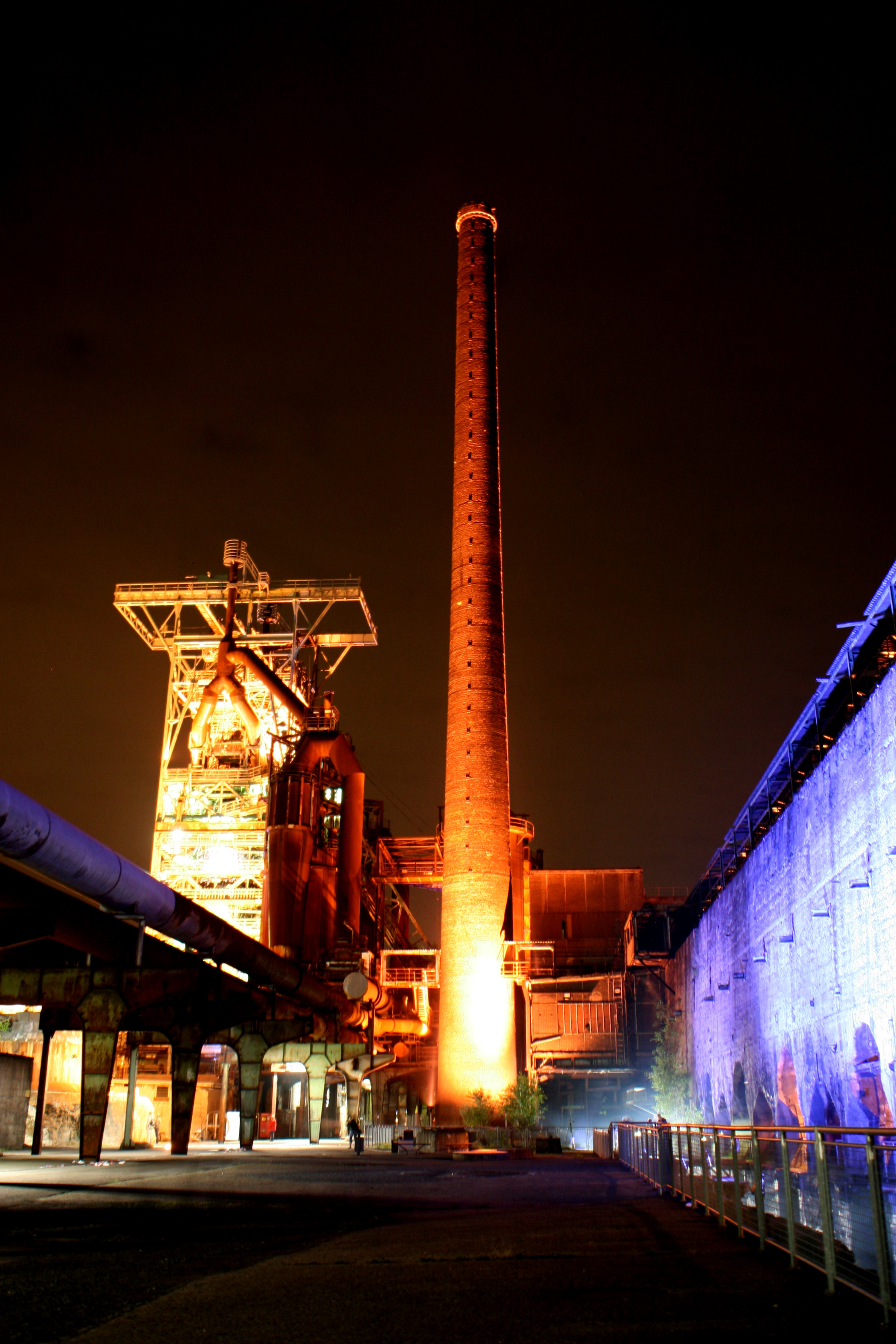
Henrichshütte zur ExtraSchicht 2011
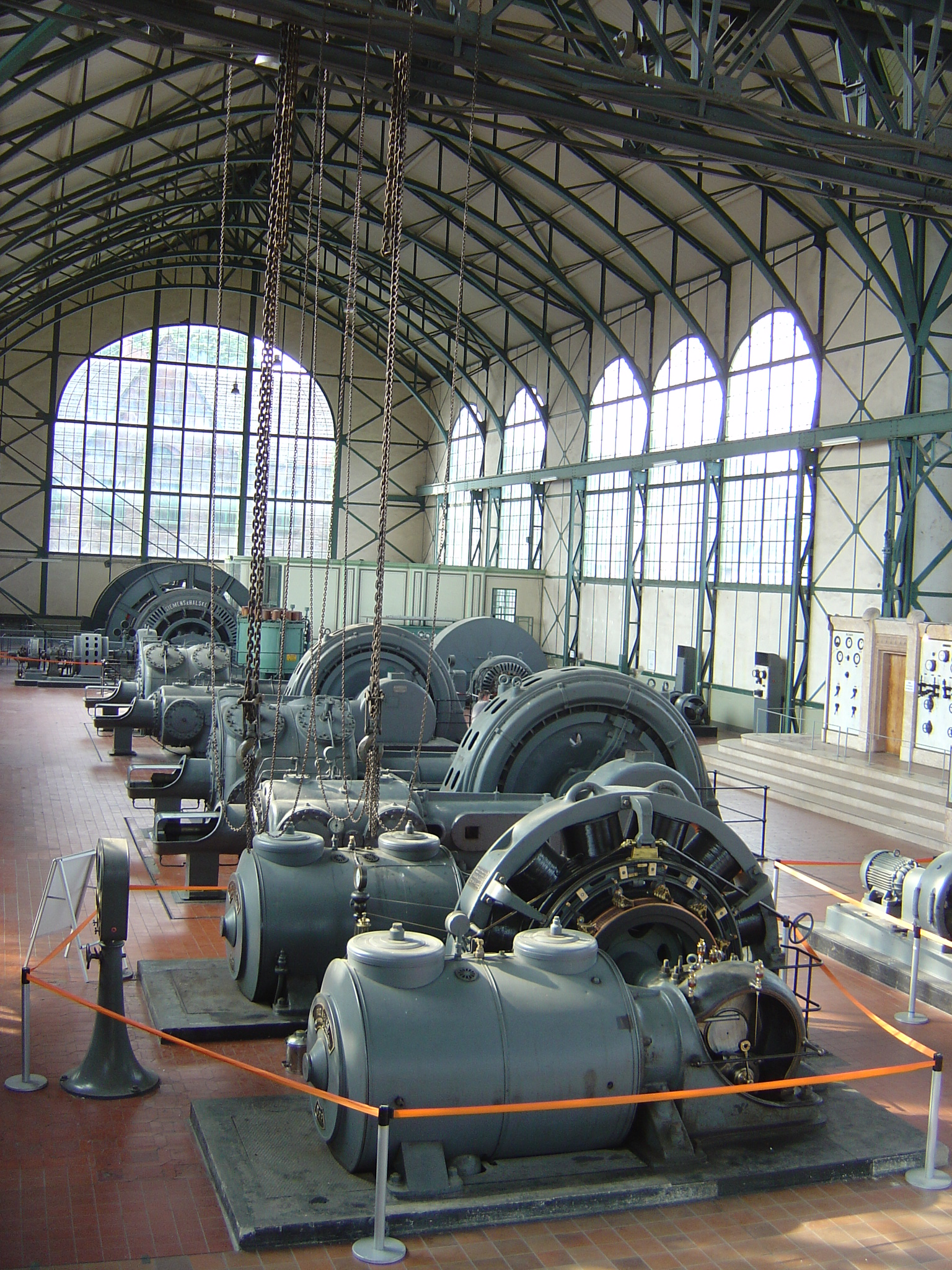
Maschinenhalle der Zeche Zollern
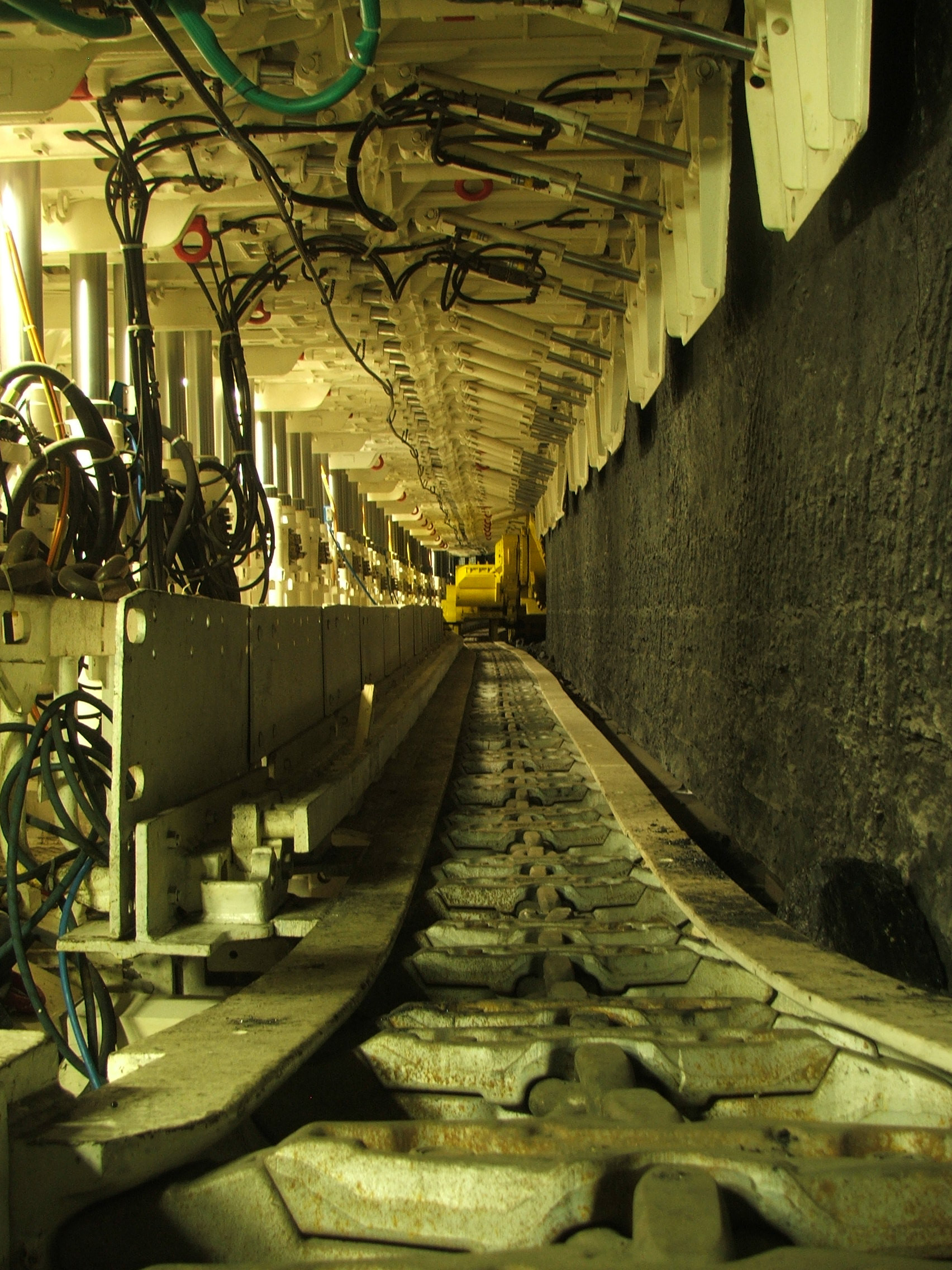
Untertagebaugerät im Bergbau-Museum

| Logo                                                    | Museum                                                     | Typ                                           | Standort         | Träger                                                           | Besucher (2010) |
| ------------------------------------------------------- | ---------------------------------------------------------- | --------------------------------------------- | ---------------- | ---------------------------------------------------------------- | --------------- |
|                                                         | Deutsches Bergbau-Museum Bochum                            | Bergbaumuseum                                 | Bochum           | Deutsche Montan Technologie für Rohstoff, Energie, Umwelt e. V.  | 370.000         |
|                                                         | Planetarium Bochum                                         | Planetarium                                   | Bochum           | Carl Zeiss AG                                                    | 140.000         |
|                                                         | LWL-Industriemuseum                                        | Industriemuseum                               |                  | Landschaftsverband Westfalen-Lippe                               |                 |
| Zeche Zollern                                           | Dortmund                                                   | Industriemuseum                               | 92.000           | Landschaftsverband Westfalen-Lippe                               |                 |
| Zeche Hannover                                          | Bochum                                                     | Industriemuseum                               | 34.000           | Landschaftsverband Westfalen-Lippe                               |                 |
| Zeche Nachtigall                                        | Witten                                                     | Industriemuseum                               | 42.000           | Landschaftsverband Westfalen-Lippe                               |                 |
| Schiffshebewerk Henrichenburg                           | Waltrop                                                    | Industriemuseum                               | 78.000           | Landschaftsverband Westfalen-Lippe                               |                 |
| Henrichshütte                                           | Hattingen                                                  | Industriemuseum                               | 104.000          | Landschaftsverband Westfalen-Lippe                               |                 |
|                                                         | LVR-Industriemuseum Oberhausen                             | Industriemuseum                               | Oberhausen       | Landschaftsverband Rheinland                                     | 60.000          |
| Zinkfabrik Altenberg                                    |                                                            | Industriemuseum                               | Oberhausen       | Landschaftsverband Rheinland                                     |                 |
| Museum St.-Antony-Hütte                                 |                                                            | Industriemuseum                               | Oberhausen       | Landschaftsverband Rheinland                                     |                 |
| Industriearchäologischer Park St. Antony                |                                                            | Industriemuseum                               | Oberhausen       | Landschaftsverband Rheinland                                     |                 |
| Museum Eisenheim in der Siedlung Eisenheim              |                                                            | Industriemuseum                               | Oberhausen       | Landschaftsverband Rheinland                                     |                 |
|                                                         | Eisenbahnmuseum Bochum-Dahlhausen                          | Eisenbahnmuseum                               | Bochum           | Deutsche Gesellschaft für Eisenbahngeschichte e. V.              | 57.000          |
|                                                         | Museum der Deutschen Binnenschifffahrt                     | Schifffahrtsmuseum                            | Duisburg         | Stadt Duisburg                                                   |                 |
|                                                         | Museum „Zeitreise Strom“ im Umspannwerk Recklinghausen     | Technikmuseum                                 | Recklinghausen   | Zeitschalter gGmbH                                               | 30.000          |
|                                                         | Radiomuseum Duisburg                                       | Technikmuseum                                 | Duisburg         | Förderverein des Radiomuseum Duisburg e. V.                      |                 |
|                                                         | Kettenschmiedemuseum Fröndenberg                           | Technikmuseum                                 | Fröndenberg/Ruhr | Förderverein Kulturzentrum Fröndenberg/Ruhr e. V.                |                 |
|                                                         | DASA – Arbeitswelt Ausstellung                             | Technikmuseum                                 | Dortmund         | Bundesanstalt für Arbeitsschutz und Arbeitsmedizin               | 200.000         |
|                                                         | Sammlungen der Ruhr-Universität Bochum                     | kultur- und naturwissenschaftliche Sammlungen | Bochum           | Land Nordrhein-Westfalen                                         |                 |
| Botanischer Garten der Ruhr-Universität Bochum          |                                                            | kultur- und naturwissenschaftliche Sammlungen | Bochum           | Land Nordrhein-Westfalen                                         |                 |
| Herbarium                                               |                                                            | kultur- und naturwissenschaftliche Sammlungen | Bochum           | Land Nordrhein-Westfalen                                         |                 |
| Medizinhistorische Sammlung der Ruhr-Universität Bochum |                                                            | kultur- und naturwissenschaftliche Sammlungen | Bochum           | Land Nordrhein-Westfalen                                         |                 |
| Mineralogische Sammlungen                               |                                                            | kultur- und naturwissenschaftliche Sammlungen | Bochum           | Land Nordrhein-Westfalen                                         |                 |
| Ur- und Frühgeschichtliche Sammlung                     |                                                            | kultur- und naturwissenschaftliche Sammlungen | Bochum           | Land Nordrhein-Westfalen                                         |                 |
|                                                         | Sammlungen der Technischen Universität Dortmund            | kunst- und naturwissenschaftliche Sammlungen  | Dortmund         | Land Nordrhein-Westfalen                                         |                 |
| A:AI Archiv für Architektur und Ingenieurbaukunst NRW   |                                                            | kunst- und naturwissenschaftliche Sammlungen  | Dortmund         | Land Nordrhein-Westfalen                                         |                 |
|                                                         | Bergbau und Geschichtsmuseum Oer-Erkenschwick              | Bergbaumuseum                                 | Oer-Erkenschwick | Bergbau- und Geschichtsverein Oer-Erkenschwick e. V.             |                 |
|                                                         | Museum für Bergbau- und Industriegeschichte Recklinghausen | Bergbaumuseum                                 | Recklinghausen   | Verein für Bergbau- und Industriegeschichte Recklinghausen e. V. |                 |
|                                                         | Rheinhauser Bergbausammlung                                | Bergbaumuseum                                 | Duisburg         | Rheinhauser Bergbausammlung e. V.                                |                 |
|                                                         | Bergbausammlung im Volkshaus Rotthausen                    | Bergbaumuseum                                 | Gelsenkirchen    | Karlheinz Rabas                                                  |                 |

Unregelmäßig geöffnete Museen oder nur nach vorheriger Vereinbarung zu besuchen:
| Logo | Museum                                    | Typ | Standort  | Träger                                      | Besucher (2010) |
| ---- | ----------------------------------------- | --- | --------- | ------------------------------------------- | --------------- |
|      | Automobilmuseum Dortmund                  |     | Dortmund  | Tridelta GmbH                               |                 |
|      | Magnetmuseum                              |     | Dortmund  |                                             |                 |
|      | Deutsches Kaltwalzmuseum                  |     | Hagen     |                                             |                 |
|      | Gruben- und Feldbahnmuseum Zeche Theresia |     | Witten    | Arbeitsgemeinschaft Muttenthalbahn e. V.    |                 |
|      | Industriemuseum Ennepetal                 |     | Ennepetal | Förderkreis Industriekultur Ennepetal e. V. |                 |
|      | Museum am Erzschacht Marl                 |     | Marl      |                                             |                 |
|      | Nahverkehrsmuseum Dortmund                |     | Dortmund  | Bahnhof Mooskamp gGmbH                      |                 |
|      | Telefonmuseum Bochum                      |     | Bochum    | Telekom-Historik Bochum e. V.               |                 |

Geschlossene Museen oder mit ehemaligem Sitz beziehungsweise Standort im Ruhrgebiet:
| Logo | Museum                           | Typ | Standort | Träger                 | Besucher (2010) |
| ---- | -------------------------------- | --- | -------- | ---------------------- | --------------- |
|      | Niederrheinisches Motorradmuseum |     | Moers    | Anton und Käthe Schuth |                 |

### Historische und archäologische Museen

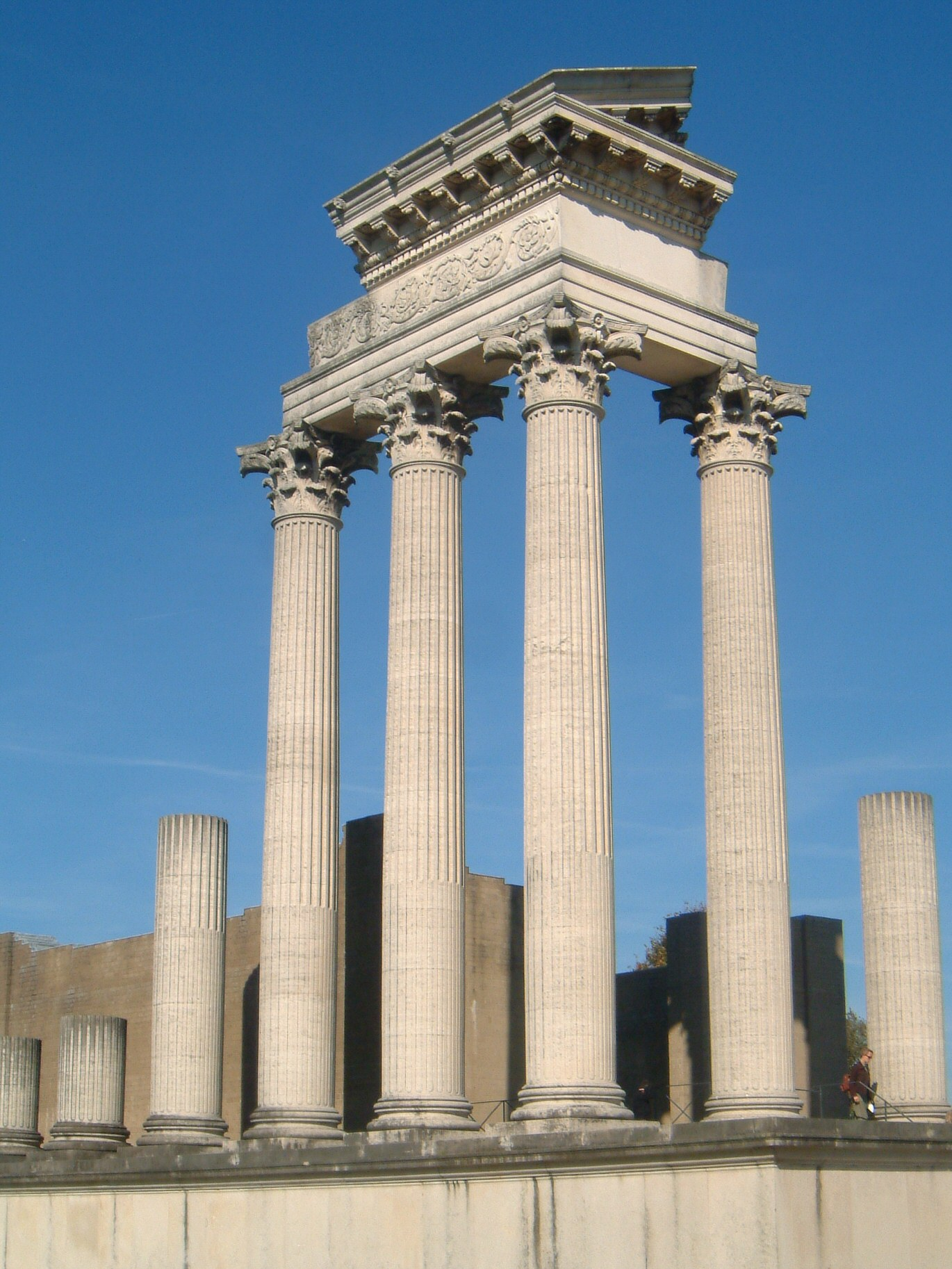
Archäologischer Park Xanten
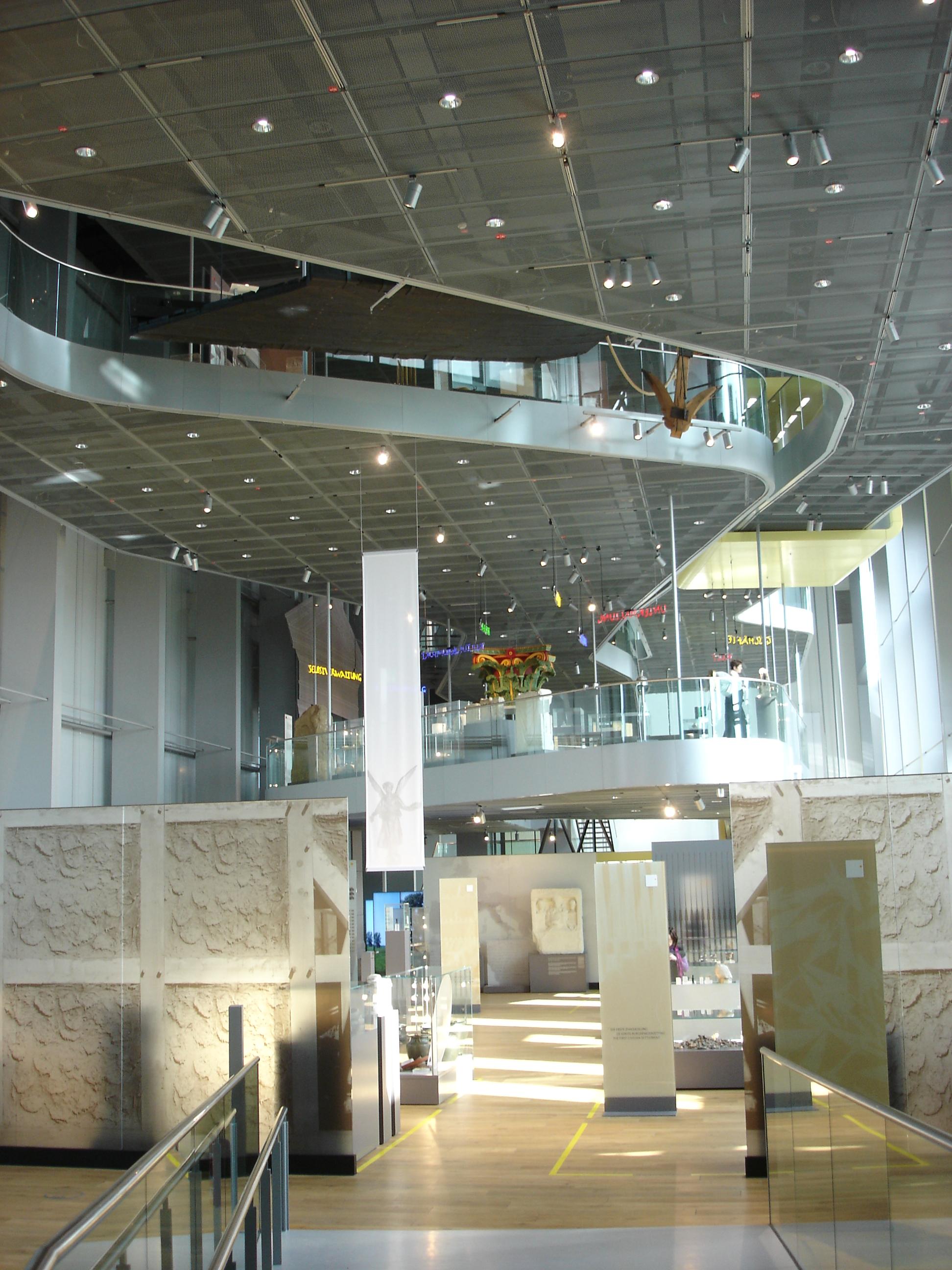
RömerMuseum Xanten

| Logo | Museum                                                      | Typ                    | Standort       | Träger                                      | Besucher (2010) |
| ---- | ----------------------------------------------------------- | ---------------------- | -------------- | ------------------------------------------- | --------------- |
|      | LVR-Archäologischer Park Xanten                             | archäologisches Museum | Xanten         | Landschaftsverband Rheinland                | 575.000         |
|      | LWL-Museum für Archäologie                                  | archäologisches Museum | Herne          | Landschaftsverband Westfalen-Lippe          | 207.000         |
|      | LWL-Römermuseum                                             | archäologisches Museum | Haltern am See | Landschaftsverband Westfalen-Lippe          | 30.000          |
|      | Museum für Ur- und Frühgeschichte                           | archäologisches Museum | Hagen          | Stadt Hagen                                 |                 |
|      | Preußen-Museum Wesel                                        | historisches Museum    | Wesel          | Stiftung Preußen-Museum Nordrhein-Westfalen |                 |
|      | Steinwache                                                  | Mahn- und Gedenkstätte | Dortmund       | Stadt Dortmund                              |                 |
|      | Dokumentationsstätte „Gelsenkirchen im Nationalsozialismus“ | Mahn- und Gedenkstätte | Gelsenkirchen  | Stadt Gelsenkirchen                         |                 |

### Sammelmuseen mit komplexen Beständen

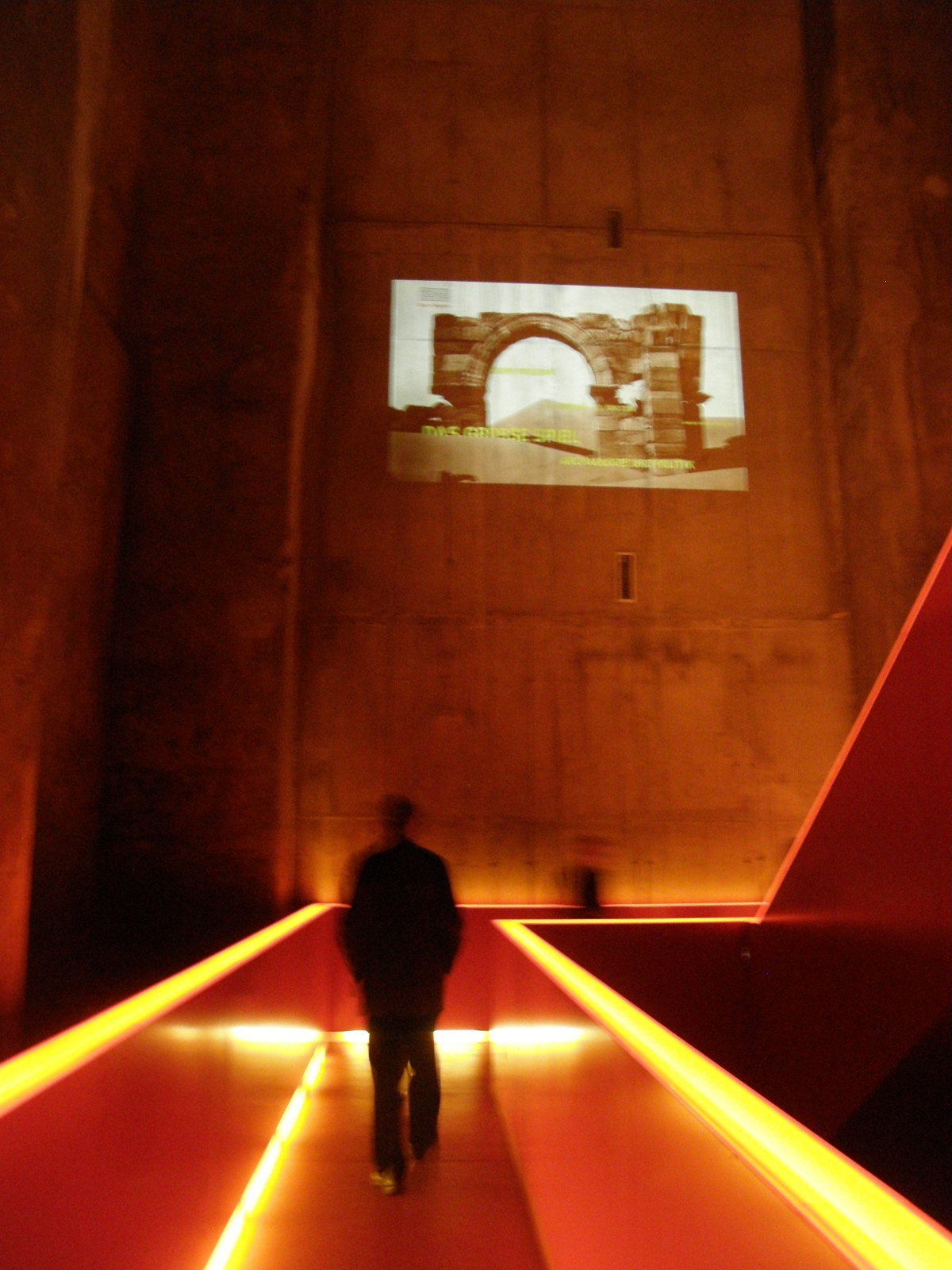
Ruhrmuseum
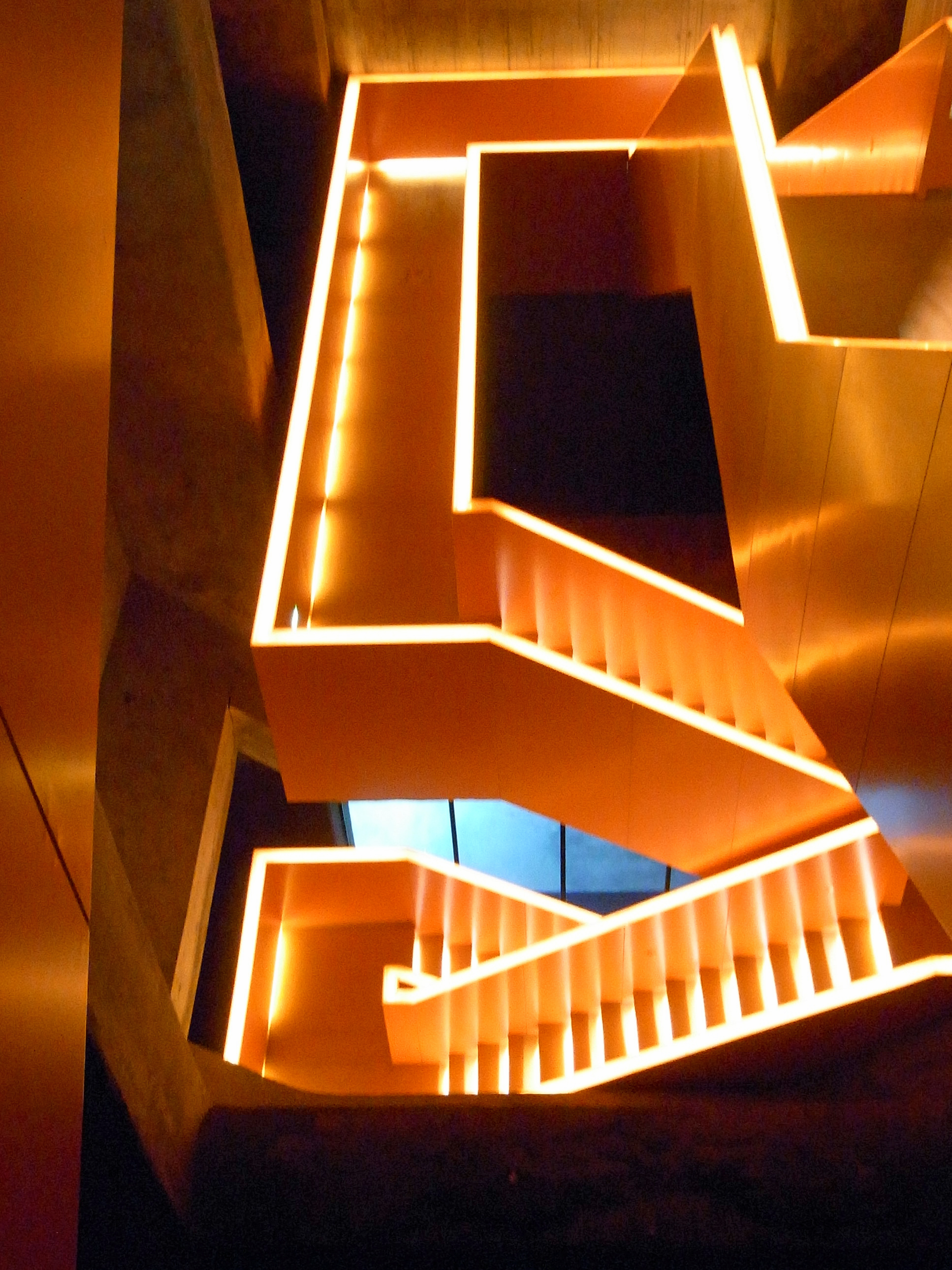
Ruhrmuseum

| Logo                               | Museum      | Typ                                              | Standort | Träger               | Besucher (2010) |
| ---------------------------------- | ----------- | ------------------------------------------------ | -------- | -------------------- | --------------- |
|                                    | Ruhr Museum | naturkundliches und kulturgeschichtliches Museum | Essen    | Stiftung Ruhr Museum | 500.000         |
| Halbachhammer                      |             | naturkundliches und kulturgeschichtliches Museum | Essen    | Stiftung Ruhr Museum |                 |
| Mineralien-Museum Essen-Kupferdreh |             | naturkundliches und kulturgeschichtliches Museum | Essen    | Stiftung Ruhr Museum |                 |
| Museumslandschaft Deilbachtal      |             | naturkundliches und kulturgeschichtliches Museum | Essen    | Stiftung Ruhr Museum |                 |
| Musterwohnung Margarethenhöhe      |             | naturkundliches und kulturgeschichtliches Museum | Essen    | Stiftung Ruhr Museum |                 |

### Kulturgeschichtliche Spezialmuseen
| Logo                     | Museum                                             | Typ                                           | Standort            | Träger                                                                            | Besucher (2010) |
| ------------------------ | -------------------------------------------------- | --------------------------------------------- | ------------------- | --------------------------------------------------------------------------------- | --------------- |
|                          | Museum für Kunst und Kulturgeschichte Dortmund     | kulturgeschichtliches Museum                  | Dortmund            | Stadt Dortmund                                                                    | 121.000         |
| Museum Adlerturm         |                                                    | kulturgeschichtliches Museum                  | Dortmund            | Stadt Dortmund                                                                    |                 |
| Brauereimuseum Dortmund  |                                                    | kulturgeschichtliches Museum                  | Dortmund            | Stadt Dortmund                                                                    |                 |
| Deutsches Kochbuchmuseum |                                                    | kulturgeschichtliches Museum                  | Dortmund            | Stadt Dortmund                                                                    |                 |
| Hoesch-Museum            |                                                    | kulturgeschichtliches Museum                  | Dortmund            | Stadt Dortmund                                                                    |                 |
|                          | Westfälisches Schulmuseum                          | Schulmuseum                                   | Dortmund            | Stadt Dortmund                                                                    | 19.000          |
|                          | Kultur- und Stadthistorisches Museum Duisburg      | Heimatkunde- und kulturgeschichtliches Museum | Duisburg            | Stadt Duisburg                                                                    |                 |
|                          | Museum zur Vorgeschichte des Films                 | Filmmuseum                                    | Mülheim an der Ruhr | Stadt Mülheim an der Ruhr                                                         |                 |
|                          | mondo mio!                                         | Kindermuseum                                  | Dortmund            | Verein Aktions- und Spielpädagogik Dortmund e. V.                                 |                 |
|                          | Borusseum                                          | Vereinsmuseum von Borussia Dortmund           | Dortmund            | Borussia Dortmund                                                                 |                 |
|                          | Deutsches Fußballmuseum                            | Fußballmuseum                                 | Dortmund            | Deutscher Fußball-Bund                                                            | 200.000 (2017)  |
|                          | Jüdisches Museum Westfalen                         | kulturgeschichtliches Museum                  | Dorsten             | Verein für jüdische Geschichte und Religion e. V.                                 |                 |
|                          | Leder- und Gerbermuseum                            | kulturgeschichtliches Museum                  | Mülheim an der Ruhr | Träger- und Förderverein Ledermuseum Mülheim an der Ruhr e. V.                    |                 |
|                          | Haniel Museum                                      | wirtschaftsgeschichtliches Museum             | Duisburg            | Franz Haniel & Cie. GmbH                                                          |                 |
|                          | Gründer- und Unternehmermuseum Mülheim an der Ruhr | wirtschaftsgeschichtliches Museum             | Mülheim an der Ruhr | Förder- und Trägerverein Gründer- und Unternehmermuseum Mülheim an der Ruhr e. V. |                 |
|                          | Postgeschichtliches Museum Recklinghausen          | kulturgeschichtliches Museum                  | Recklinghausen      |                                                                                   |                 |

Unregelmäßig geöffnete Museen oder nur nach vorheriger Vereinbarung zu besuchen:
| Logo | Museum                        | Typ | Standort   | Träger                                        | Besucher (2010) |
| ---- | ----------------------------- | --- | ---------- | --------------------------------------------- | --------------- |
|      | Brandt-Zwiebackmuseum         |     | Hagen      | Brandt Zwieback-Schokoladen GmbH + Co. KG     |                 |
|      | Bunkermuseum Hagen            |     | Hagen      | Privatmuseum Michaela Beiderbeck              |                 |
|      | Bunkermuseum Oberhausen       |     | Oberhausen | Stadt Oberhausen                              |                 |
|      | Markt- und Schaustellermuseum |     | Essen      | Arbeitskreis Kultur und Brauchtum Essen e. V. |                 |
|      | Mühlenmuseum Dinslaken        |     | Dinslaken  | Mühlenverein Dinslaken-Hiesfeld e. V.         |                 |
|      | Puzzleum Bochum               |     | Bochum     | Robinson                                      |                 |
|      | Schulmuseum Bochum            |     | Bochum     | Stadt Bochum                                  |                 |
|      | Westfälisches Feuerwehrmuseum |     | Hattingen  | Feuer.Wehrk – Das Feuerwehrmuseum e. V.       |                 |
|      | Apotheken-Museum              |     | Dortmund   | Ulrich Ausbüttel                              |                 |

Geschlossene Museen oder mit ehemaligem Sitz beziehungsweise Standort im Ruhrgebiet:
| Logo | Museum                | Typ | Standort | Träger            | Besucher (2010) |
| ---- | --------------------- | --- | -------- | ----------------- | --------------- |
|      | Atlantis Kindermuseum |     | Duisburg | Europa Museum gAG |                 |

### Museumskomplexe

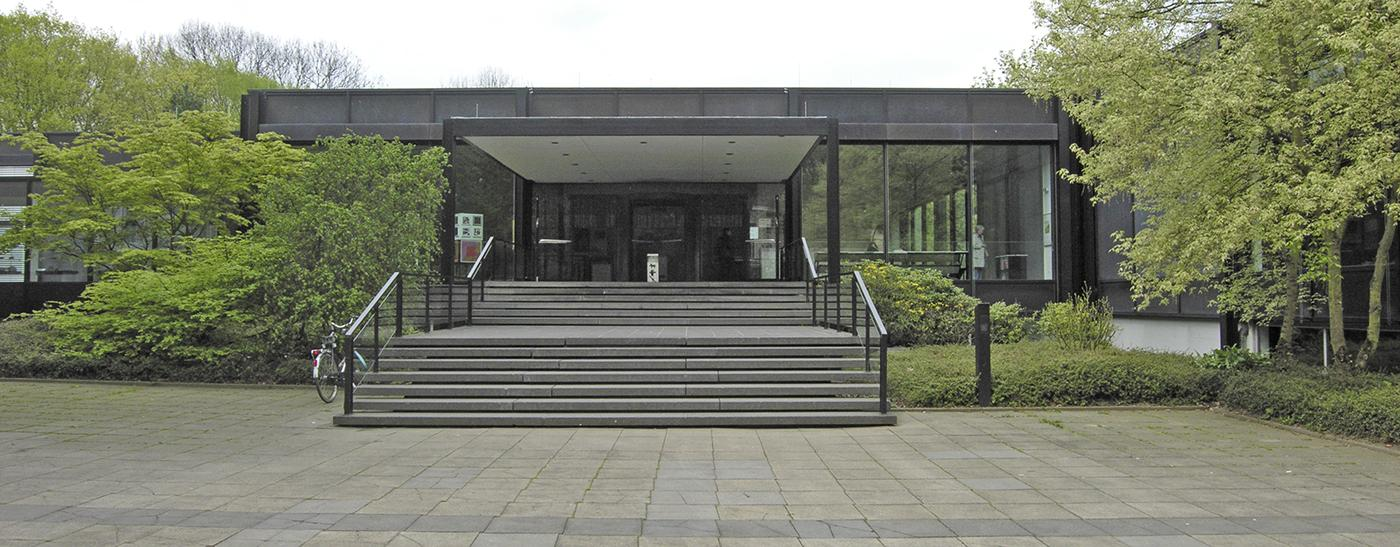
Quadrat Bottrop

| Logo                                            | Museum                  | Typ                         | Standort | Träger                                                               | Besucher (2010) |
| ----------------------------------------------- | ----------------------- | --------------------------- | -------- | -------------------------------------------------------------------- | --------------- |
|                                                 | Quadrat Bottrop         |                             | Bottrop  | Stadt Bottrop                                                        |                 |
| Josef Albers Museum Quadrat                     | Kunstmuseum             |                             | Bottrop  | Stadt Bottrop                                                        |                 |
| Skulpturenpark Quadrat Bottrop                  | Skulpturenpark          |                             | Bottrop  | Stadt Bottrop                                                        |                 |
| Museum für Ur- und Ortsgeschichte               | archäologische Sammlung |                             | Bottrop  | Stadt Bottrop                                                        |                 |
|                                                 | Haus Kemnade            | Burg- und Heimatkundemuseum | Bochum   | Förderverein Haus Kemnade und Musikinstrumentensammlung Grumbt e. V. |                 |
| Außenstelle des Museums Bochum auf Haus Kemnade |                         | Burg- und Heimatkundemuseum | Bochum   | Förderverein Haus Kemnade und Musikinstrumentensammlung Grumbt e. V. |                 |
| Bauernhausmuseum der Stadt Bochum               |                         | Burg- und Heimatkundemuseum | Bochum   | Förderverein Haus Kemnade und Musikinstrumentensammlung Grumbt e. V. |                 |
| Schatzkammer Kemnade                            |                         | Burg- und Heimatkundemuseum | Bochum   | Förderverein Haus Kemnade und Musikinstrumentensammlung Grumbt e. V. |                 |

## Kunst- und Ausstellungshallen
| Logo                         | Museum                                                                    | Typ                                           | Standort            | Träger                                                                                 | Besucher (2010) |
| ---------------------------- | ------------------------------------------------------------------------- | --------------------------------------------- | ------------------- | -------------------------------------------------------------------------------------- | --------------- |
|                              | Big Gallery                                                               |                                               | Dortmund            | Galerie der Dortmunder Künstlervereinigungen                                           |                 |
|                              | Gasometer Oberhausen                                                      |                                               | Oberhausen          | Stadt Oberhausen                                                                       | 961.000         |
|                              | Red Dot Design Museum                                                     | zeitgenössische Kunst, Design und Architektur | Essen               | Design Zentrum Nordrhein Westfalen e. V.                                               |                 |
|                              | cubus Kunsthalle                                                          | zeitgenössische Kunst                         | Duisburg            | cubus kunsthalle e. V.                                                                 |                 |
|                              | artur                                                                     | zeitgenössische Kunst                         |                     |                                                                                        |                 |
|                              | Flottmann-Hallen                                                          |                                               | Herne               | Stadt Herne                                                                            |                 |
|                              | Künstlerhaus Dortmund                                                     |                                               | Dortmund            | Künstlerhaus e. V.                                                                     |                 |
|                              | Kunsthaus Essen                                                           |                                               | Essen               | Kunsthaus Essen e. V.                                                                  |                 |
|                              | Kunsthalle Recklinghausen                                                 |                                               | Recklinghausen      | Stadt Recklinghausen                                                                   |                 |
|                              | Künstlersiedlung Halfmannshof                                             |                                               | Gelsenkirchen       | Künstlersiedlung Halfmannshof e. V.                                                    |                 |
|                              | Galerie des Bochumer Kulturrat                                            | zeitgenössische Kunst und Kultur              | Bochum              | Bochumer Kulturrat e. V.                                                               |                 |
|                              | Hartware Medienkunstverein                                                | Medienkunst                                   | Dortmund            | hARTware Projekte – Verein zur Förderung zeitgenössischer Kunst mit Neuen Medien e. V. |                 |
|                              | Zeche Ewald                                                               |                                               | Herten              |                                                                                        |                 |
| Logo der Galerie an der Ruhr | Galerie an der Ruhr im KuMuMü – Kultur-Museum Mülheim an der Ruhrstraße 3 | zeitgenössische Kunst und Kultur              | Mülheim an der Ruhr | Kunstverein und Kunstförderverein Rhein-Ruhr (KKRR), Sitz Mülheim an der Ruhr          |                 |